# Vicariat apostolique de Jolo
 (octobre 2020).
Si vous disposez d'ouvrages ou d'articles de référence ou si vous connaissez des sites web de qualité traitant du thème abordé ici, merci de compléter l'article en donnant les références utiles à sa vérifiabilité et en les liant à la section « Notes et références ».
Le vicariat apostolique de Jolo, est une juridiction pré-diocésaine missionnaire catholique latine couvrant les provinces de Sulu et Tawi-Tawi dans le sud des Philippines.
Il est exonéré, c'est-à-dire directement dépendant du Saint-Siège (notamment la Congrégation romaine pour l'évangélisation des peuples), ne fait partie d'aucune province ecclésiastique, mais à des fins de coopération apostolique généralement groupée avec l'archidiocèse de Zamboanga.
Son siège épiscopal de cathédrale est la cathédrale Notre-Dame-du-Mont-Carmel, à Jolo, Sulu, région autonome de Bangsamoro dans le Mindanao musulman (BARMM).

## Histoire
Établie le 28 octobre 1953 comme préfecture apostolique de Sulu, territoire séparé de la prélature territoriale de l'époque de Cotabato et de Sulu (aujourd'hui diocèse de Cotabato). Promu et renommé après son siège le 12 juillet 1958 en tant que vicariat apostolique de Jolo, dirigé par un évêque titulaire.

## Ordinaires

### Préfet apostolique de Sulu
- Francis Joseph McSorley (1954 - 1958.07.12)

### Vicaires apostoliques de Jolo
- Francis Joseph McSorley (1958.07.12 - décès 1970.11.20), évêque titulaire de Sozusa-en-Palestine (de) (1958.07.12 - 1970.11.20)
- Philip Francis Smith (de) (1972.06.26 - retraité 1979.04.11), évêque titulaire de Lamphua (de) (1972.06.26 - 1980.03.14), plus tard évêque coadjuteur de Cotabato (Philippines) (1979.04.11 - 1979.11.05), succède comme archevêque métropolitain de Cotabato (1979.11.05 - 1998.05.30)
- George Eli Dion (1980.01.28 - décès 1999.02.12), évêque titulaire de Caudium (de) (1980.01.28 - 1999.02.12)
- Benjamin de Jesus (1991.10.11 - décès 1997.02.04)
- Angelito Lampón (es) (21 novembre 1997 - 6 novembre 2018), évêque titulaire de Valliposita (de) (1997.11.21 - 2018.11.06), a succédé comme archevêque métropolitain de Cotabato (2018.11.06 -)
- Romeo Sombilon Saniel (2018.12.16-2020.04.04), administrateur apostolique
- Charile M.Inzon (2020.04.04-présent)